# Lillestrøm Sportsklubb Kvinner Fotballklubb
Il Lillestrøm Sportsklubb Kvinner Fotballklubb, meglio noto come LSK Kvinner, è una società calcistica femminile norvegese con sede nella città di Lillestrøm. Milita nella Toppserien, la massima divisione del campionato norvegese femminile di calcio, della quale ha vinto sette edizioni.

## Storia
La squadra è stata fondata il 10 ottobre 1989 dalla fusione di due squadre, il Setskog IF e l'Høland IL. Inizialmente venne denominata Setskog / Høland FK e disputava le partite casalinghe a Bjørkelangen, distretto di Aurskog-Høland.
Prima della stagione 2001, il club si è trasferito da Bjørkelangen a Strømmen e il nome è stato cambiato in Team Strømmen.
Dalla stagione 2010, in base ad un accordo di stipulato il 23 febbraio 2009, la squadra viene fusa, a livello societario, con il club maschile del Lillestrøm SK, assumendo così la denominazione di Lillestrøm Sportsklubb Kvinner Fotballklubb.
Nella stagione 2012 vince il suo primo titolo di campione di Norvegia; è il secondo trofeo nella storia del club dopo la coppa nazionale vinta vent'anni prima.
Due anni dopo, nella stagione 2014, vince il secondo campionato nazionale, imponendosi 3-0 nell'ultima giornata di campionato contro le diretti concorrenti dello Stabæk, arrivate, queste ultime, allo scontro diretto distaccate di solo due punti; tre settimane dopo, battendo 3-1 il Trondheims-Ørn in finale, rivince anche la Coppa di Norvegia, concludendo così l'annata sportiva con la prima doppietta in campo nazionale.
In Toppserien si conferma campione nel 2015, vincendo il campionato con cinque punti di vantaggio sull'Avaldsnes. Nel 2018 la squadra ha vinto il suo sesto titolo nazionale, il quinto consecutivo.

## Palmarès

### Competizioni nazionali
- Campionato norvegese: 7

2012, 2014, 2015, 2016, 2017, 2018, 2019
- Coppa di Norvegia: 6

1992, 2014, 2015, 2016, 2018, 2019

### Altri piazzamenti
- Campionato norvegese:

Secondo posto: 1992, 1995, 2005, 2008, 2013
- Coppa di Norvegia:

Finalista: 2005, 2008, 2009

## Statistiche

### Risultati nelle competizioni UEFA
| Stagione | Competizione     | Fase                     | Avversario          | Risultato | Risultato    | Risultato        |
| Stagione | Competizione     | Fase                     | Avversario          | andata    | ritorno      | aggregato        |
| -------- | ---------------- | ------------------------ | ------------------- | --------- | ------------ | ---------------- |
| 2009-10  | Champions League | gironi di qualificazione | Levadia Tallinn     | 5-0       | 5-0          | 5-0              |
| 2009-10  | Champions League | gironi di qualificazione | Osijek              | 9-0       | 9-0          | 9-0              |
| 2009-10  | Champions League | gironi di qualificazione | Everton             | 0-1       | 0-1          | 0-1              |
| 2013-14  | Champions League | sedicesimi di finale     | LdB Malmö           | 1-3       | 0-5          | 1-8              |
| 2015-16  | Champions League | sedicesimi di finale     | Zurigo              | 1-0       | 1-1 (d.t.s.) | 2-1              |
| 2015-16  | Champions League | ottavi di finale         | 1. FFC Francoforte  | 0-2       | 2-0          | 2-2 (4-5 d.t.r.) |
| 2016-17  | Champions League | sedicesimi di finale     | Paris Saint-Germain | 3-1       | 1-4          | 4-5              |
| 2017-18  | Champions League | sedicesimi di finale     | Brøndby             | 0-0       | 3-1          | 3-1              |
| 2017-18  | Champions League | ottavi di finale         | Manchester City     | 0-5       | 1-2          | 1-7              |

## Organico

### Rosa 2019
Rosa, ruoli e numeri di maglia da sito ufficiale.
| N. |                     | Ruolo | Calciatrice               |
| -- | ------------------- | ----- | ------------------------- |
| 1  | Norvegia (bandiera) | P     | Cecilie Fiskerstrand      |
| 2  | Norvegia (bandiera) | D     | Ingrid Moe Wold           |
| 4  | Norvegia (bandiera) | D     | Nora Marie Egenes         |
| 5  | Norvegia (bandiera) | D     | Ina Gausdal               |
| 6  | Norvegia (bandiera) | C     | Emilie Haavi              |
| 7  | Norvegia (bandiera) | C     | Synne Skinnes Hansen      |
| 8  | Norvegia (bandiera) | C     | Heidi Elisabeth Ellingsen |
| 11 | Norvegia (bandiera) | A     | Elise Thorsnes            |
| 12 | Norvegia (bandiera) | P     | Ida Norstrøm              |
| 14 | Norvegia (bandiera) | D     | Emilie Woldvik            |

| N. |                     | Ruolo | Calciatrice          |
| -- | ------------------- | ----- | -------------------- |
| 15 | Norvegia (bandiera) | D     | Thale Listerud       |
| 16 | Norvegia (bandiera) | C     | Therese Sessy Åsland |
| 17 | Norvegia (bandiera) | A     | Emilia Ruud          |
| 18 | Norvegia (bandiera) | D     | Malin Johnsen Brenn  |
| 19 | Norvegia (bandiera) | D     | Sarah Suphellen      |
| 21 | Norvegia (bandiera) | A     | Meryll Abrahamsen    |
| 22 | Norvegia (bandiera) | D     | Anja Sønstevold      |
| 23 | Germania (bandiera) | C     | Isabell Bachor       |
| 25 | Norvegia (bandiera) | C     | Sophie Román Haug    |